# Arc réflexe (arme)
Pour l’article homonyme, voir arc réflexe.
Un arc réflexe est un arc légèrement recourbé sur ses extrémités. Il est toutefois différent de l'arc recourbé.
Lorsque l'arc est bandé, les courbes aident à créer une plus grande force permettant de tirer une flèche à une vitesse plus rapide sans ajouter de manière significative du poids ou de la taille à l'arc.
Cette forme d'arc met l'arc sous une contrainte accrue et les matériaux le composant doivent être de qualité.
Quand il n'est pas bandé, tout l'arc se courbe en avant, le centre s'éloignant de l'archer, formant un « C » à l'envers ; ceci différencie un arc réflexe d'un arc recourbé.

## Utilisations
Ce type d'arc a été employé intensivement par les tribus nomades de l'Asie centrale (notamment les Parthes, les Mongols et les Turcs) et les Magyars jusqu'à l'introduction des armes à feu.